# Trouble in Morocco
Pour plus de détails, voir Fiche technique et Distribution.
Trouble in Morocco est un film américain réalisé par Ernest B. Schoedsack, sorti en 1937.

## Fiche technique
- Titre : Trouble in Morocco
- Réalisation : Ernest B. Schoedsack
- Scénario : J.D. Newsom et Paul Franklin
- Photographie : James S. Brown Jr. (en)
- Production : Larry Darmour (en)
- Pays d'origine : États-Unis
- Format : Noir et blanc - 1,37:1 - Mono
- Genre : aventure
- Durée : 62 minutes
- Date de sortie : 1937

## Distribution
- Jack Holt : Paul Cluett
- Mae Clarke : Linda Lawrence
- Paul Hurst : Tiger Malone
- C. Henry Gordon : Capitaine Nardant
- Harold Huber : Palmo
- Oscar Apfel : DeRouget
- Bradley Page (en) : Branenok
- Victor Varconi : Kamaroff